# Alucita beinongdai
Alucita beinongdai är en fjärilsart som beskrevs av Yang 1977. Alucita beinongdai ingår i släktet Alucita och familjen mångfliksmott, (Alucitidae). Inga underarter finns listade i Catalogue of Life.